# Girolamo Calà Ulloa
Girolamo Calà Ulloa (Napoli, 23 aprile 1810 – Firenze, 19 luglio 1891) è stato un generale, patriota e saggista italiano.

## Biografia
Secondogenito del Duca di Lauria, iniziò la carriera militare come ufficiale di artiglieria, nell'esercito delle Due Sicilie, dopo aver frequentato il Real Collegio Militare della Nunziatella. Nel 1833, venne coinvolto col fratello Antonio nella congiura di Cesare Rosaroll; venne arrestato, ma poi i due fratelli Ulloa furono assolti (1834).
Studioso di questioni militari, nel 1835 diede vita a Napoli, con il fratello Antonio, alla Antologia militare, una rivista che sarà pubblicata fino al 1846. Pubblicò vari saggi di argomento militare, fra cui "La guerra per l'indipendenza italiana nel 1848-1849", pubblicata in lingua francese nel 1859.
In occasione della prima guerra di indipendenza italiana (1848), Ulloa fece parte del corpo di spedizione, forte di 15 000 uomini, che il governo costituzionale napoletano di Carlo Troya inviò in Lombardia, al comando di Guglielmo Pepe, in aiuto del Regno di Sardegna contro l'Impero austriaco. Dopo il richiamo dell'esercito delle Due Sicilie da parte di Ferdinando II, Girolamo Calà Ulloa si recò con numerosi altri militari dell'esercito napoletano (Guglielmo Pepe, Luigi e Carlo Mezzacapo, Enrico Cosenz, Cesare Rosaroll, Alessandro Poerio, ecc.) in soccorso di Venezia assediata, distinguendosi nella difesa della città e ottenendo prima il grado di colonnello e poi quello di generale di brigata dell'esercito veneto.
Caduta Venezia (18 agosto 1849), fu esule a Parigi con Daniele Manin. Nel 1857 aderì alla Società Nazionale, l'associazione che propugnava l'Unità d'Italia sotto casa Savoia, e alla vigilia della campagna del 1859 fu invitato dal conte di Cavour in Piemonte.
Durante la seconda guerra di indipendenza fu inviato in Toscana, dove organizzò il corpo dei Cacciatori degli Appennini; prese il comando di una divisione di volontari toscani alla quale si unì il 5º corpo d'armata francese, sbarcato a Livorno sotto il comando del principe Gerolamo Bonaparte, ed entrambe le truppe si avviarono verso la Lombardia sotto la guida di Ulloa. Sospettato di essere favorevole alle aspirazioni di Gerolamo Bonaparte al trono dell'Italia centrale stabilite con gli accordi di Plombières, Girolamo Ulloa si dimise dall'esercito di Toscana.
Amareggiato, ritornò a Napoli e si riavvicinò a Francesco II delle Due Sicilie, cosa questa che lo mise ancora di più in cattiva luce presso l'opinione pubblica e il governo sardo.
Dopo l'annessione del Regno delle Due Sicilie (1860), il governo del neonato Regno d'Italia gli negò il riconoscimento dell'opera prestata nelle due guerre di indipendenza, per cui Girolamo Ulloa fu costretto a seguire Francesco II a Roma, dove peraltro suo fratello Pietro era primo ministro del governo borbonico in esilio. Solo nel 1866 ottenne il permesso di entrare nel Regno d'Italia; si stabilì a Firenze, dove visse appartato, dedito solo allo studio.

## Opere
- 1: Evenements anterieurs a la guerre, campagne du Piemont et la guerre dans la Venetie. Paris: L. Hachette et C., 1859 (1: Avvenimenti anteriori alla guerra. Campagna del Piemonte e guerra nella Venezia. Milano: presso Legros e Marazzani, 1859).
- 2: Affaires de Toscane et de Sicile; Guerre de Rome; Blocus et siege de Venise. Paris: L. Hachette et C., 1859 (2: Avvenimenti della Toscana e della Sicilia. Guerra di Roma. Blocco ed assedio di Venezia. Milano: presso Legros e Marazzani, 1860).
- Brevi cenni sulla spedizione del corpo di esercito napolitano nell'ultima guerra d'Italia, per Girolamo Ulloa in risposta alle narrazioni storiche pubblicate da Pier Silvestro Leopardi. Torino: G. Bianciardi, 1856.
- Cenno delle artiglierie napoletane, de loro tiri e del modo di appuntarle ad uso spezialmente de sotto uffiziali dell'arma. Napoli: Reale tip. della guerra, 1845.
- Dell'arte della guerra. Torino: Tip. Savoiardo e Bocco.
- Dell'esercito napolitano: considerazioni politico-militari, di Girolamo Ulloa capitano di artiglieria. Napoli: ?s.n.?, 1848 (Tipografia di Federico Vitale).
- Dell'indole bellicosa dei Francesi e delle cause dei loro ultimi disastri / per il generale Girolamo Ulloa. Firenze: Tip. Pier Capponi, 1871 (Du caractere belliqueux des Francais et des causes de leurs dernieres desastres, par le general Jerome Ulloa; traduit de l'italien avec l'autorisation expresse de l'auteur par J. Ernest Mouille avec des notes et une introduction du traducteur. Paris: Sandoz et Fischbacher, 1872).
- Guerre de l'independance italienne en 1848 et en 1849. Paris: Librairie de La Hachette, 1859 (Guerra dell'indipendenza italiana negli anni 1848 e 1849; prima versione italiana sull'originale francese, con note aggiuntavi per cura di Cesare Tanzi; illustrata da Giovanni Battista Zambelli. Milano: presso Legros e Marazzani, 1859-1860).
- Guerra fra Prussia e Francia: considerazioni politico-strategiche. Firenze: Stabilimento Civelli, 1870.
- I due sistemi di difesa d'Italia presentati alla camera per il generale Girolamo Ulloa. Firenze: Tip. P. Capponi, 1872.
- L'esercito italiano e la battaglia di Custoza: studi politico-militari. Firenze: Tip. G. Gaston, 1866 .
- La quistione militare : Napoli e il suo porto militare. Firenze: Stabilimento Civelli, 1870.
- Napoli e il suo porto militare . Firenze: Stabilimento Civelli, 1870.
- Observations sur l'ouvrage: Campagne de l'empereur Napoleon III. en Italie. Paris: P. Brunet, 1865.
- Risposta al giornale militare l'Esercito, per il generale Girolamo Ulloa. Firenze: Tip. Gaston, 1867.